# Rolls-Royce Olympus
Il Rolls-Royce Olympus, precedentemente Bristol Olympus, è una famiglia di motori aeronautici turbogetto a compressore assiale sviluppati negli anni cinquanta dalla britannica Bristol Aero Engines e successivamente prodotti dalla Rolls-Royce Ltd dopo l'acquisizione della Bristol avvenuta nel 1966.

## Storia
La divisione motori della Bristol Aeroplane Company iniziò a valutare lo sviluppo di un motore turbogetto ad alta spinta già nel 1946, contemporaneamente al progetto di un bombardiere strategico, il Vulcan.
Una versione successiva sarà poi sviluppata appositamente per il volo supersonico come parte del programma BAC TSR-2. Quando il progetto del velivolo supersonico della BAC venne cancellato, si continuò a svilupparlo nell'ambito del programma Concorde.
Attualmente il motore è ancora in produzione come unità di potenza industriale e navale.

Studi preliminari della Bristol (anni 1945-1946) per la configurazione di un motore turbogetto ad alta spinta. La "D" è quella definitiva relativa al Bristol Olympus B.E.10 (BOl.1)

## Tecnica
La prima configurazione proposta per questo motore prevedeva una sezione di 10 stadi per il compressore a flusso assiale mossa da due stadi di turbina di bassa pressione seguito da un compressore centrifugo ad alta pressione montato su un secondo albero mosso da un singolo stadio di turbina ad alta pressione. Le scarse prestazioni dei compressori assiali dell'epoca, però, richiedevano un compressore centrifugo di diametro troppo elevato per ottenere il richiesto rapporto di compressione finale.
Dopo un tentativo di aggiungere alcuni stadi di compressore assiale a quello centrifugo si passò all'eliminazione del compressore centrifugo con una configurazione monoalbero con un compressore assiale da 12 stadi mosso da un singolo stadio di turbina. Per migliorare le prestazioni complessive del compressore ed evitare fenomeni di pompaggio venne ben presto reintrodotta definitivamente la configurazione a due alberi, uno per muovere le sezioni di bassa pressione ed uno per quelle di alta. Il 6 maggio del 1950 venne provata per la prima volta al banco la versione BOl.1 (anche nota come B.E.10) che produsse una spinta di 40 kN (9140 lbf).
La camera di combustione era di tipo tubo-anulare, con dieci tubi di fiamma interconnessi contenuti in un alloggiamento anulare. Solamente sulle ultime versioni dell'Olympus 593 installato sul Concorde si passò a camere di combustione anulari che, associate a nuovi iniettori di combustibile, ridussero notevolmente la fumosità allo scarico aumentando il rendimento di combustione.

## Bristol Siddeley Olympus (Vulcan)

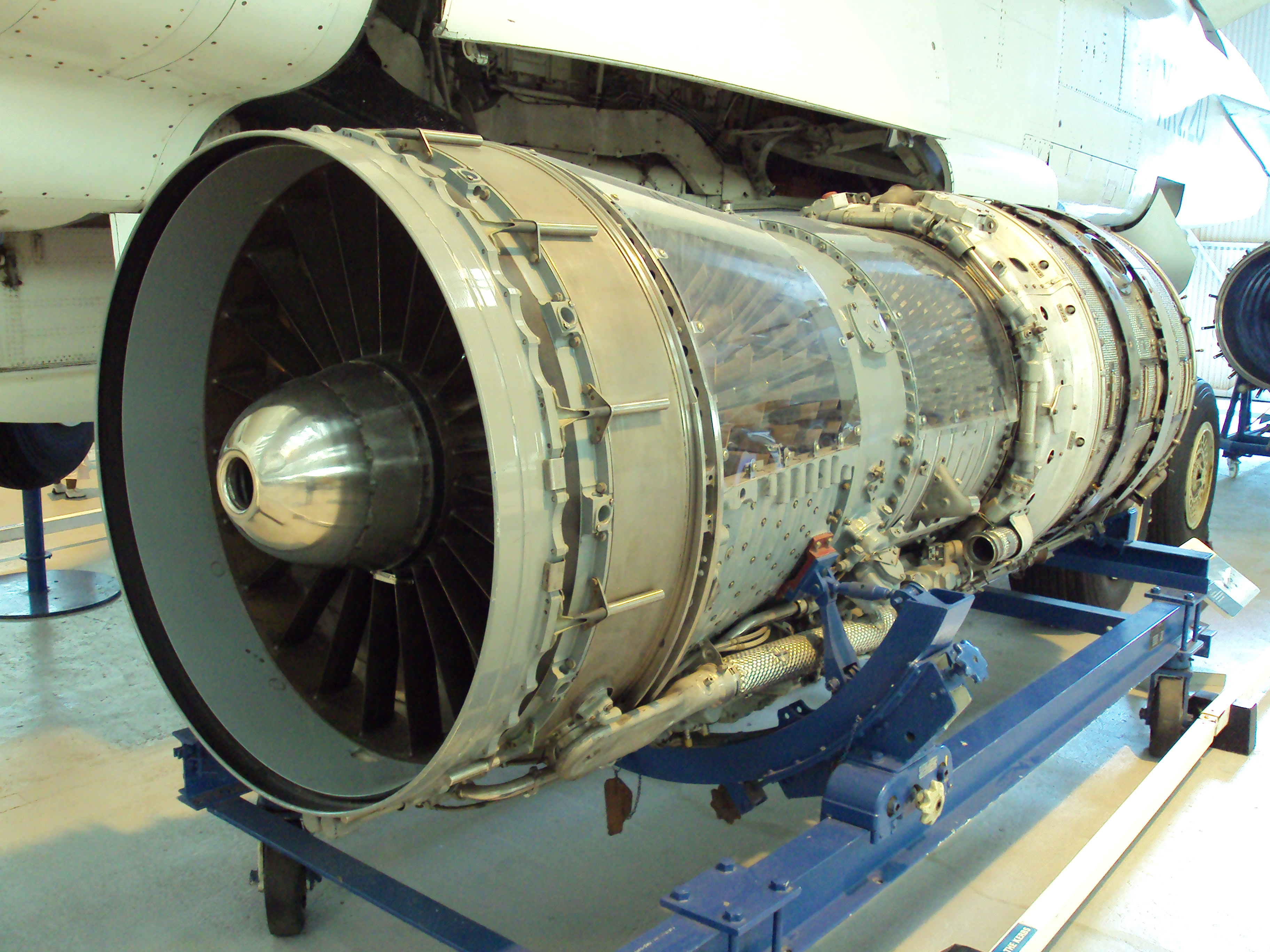
Un Bristol Olympus BOl.22R Mk. 320 esposto al museo della RAF di Cosford

Il primo motore di produzione (il Bristol Olympus 101) era destinato ad equipaggiare il bombardiere strategico Vulcan B.1. Il prototipo BOl.1/2B (Mk.99a) fu provato per la prima volta in volo nel 1953 su un English Electric Canberra appositamente modificato ed entrò in produzione nel 1955 nella versione Mk.101. A questa seguirono le varianti 102 (con uno stadio del compressore di bassa pressione in più) e 104 (con le palette ed i dischi turbina costruiti con materiali più resistenti alle alte temperature e iniettori carburante con portata maggiorata).
Nella versione Mk.200 (BOl.6) il motore fu ridisegnato con un compressore più efficiente che con soli 12 stadi forniva un rapporto di compressione di 10:1. Questo sviluppo portò alla 201 (BOl.7) che entrò in servizio con il Vulcan B.2.
Con l'ulteriore miglioramento del compressore e della turbina di bassa pressione fu possibile incrementare la spinta dai 76 kN dell'Olympus 201 agli 89 kN dell'Olympus 301. A causa della maggior portata di aria del motore fu necessario modificare sostanzialmente le prese d'aria del Vulcan per permettere l'installazione di questa versione.

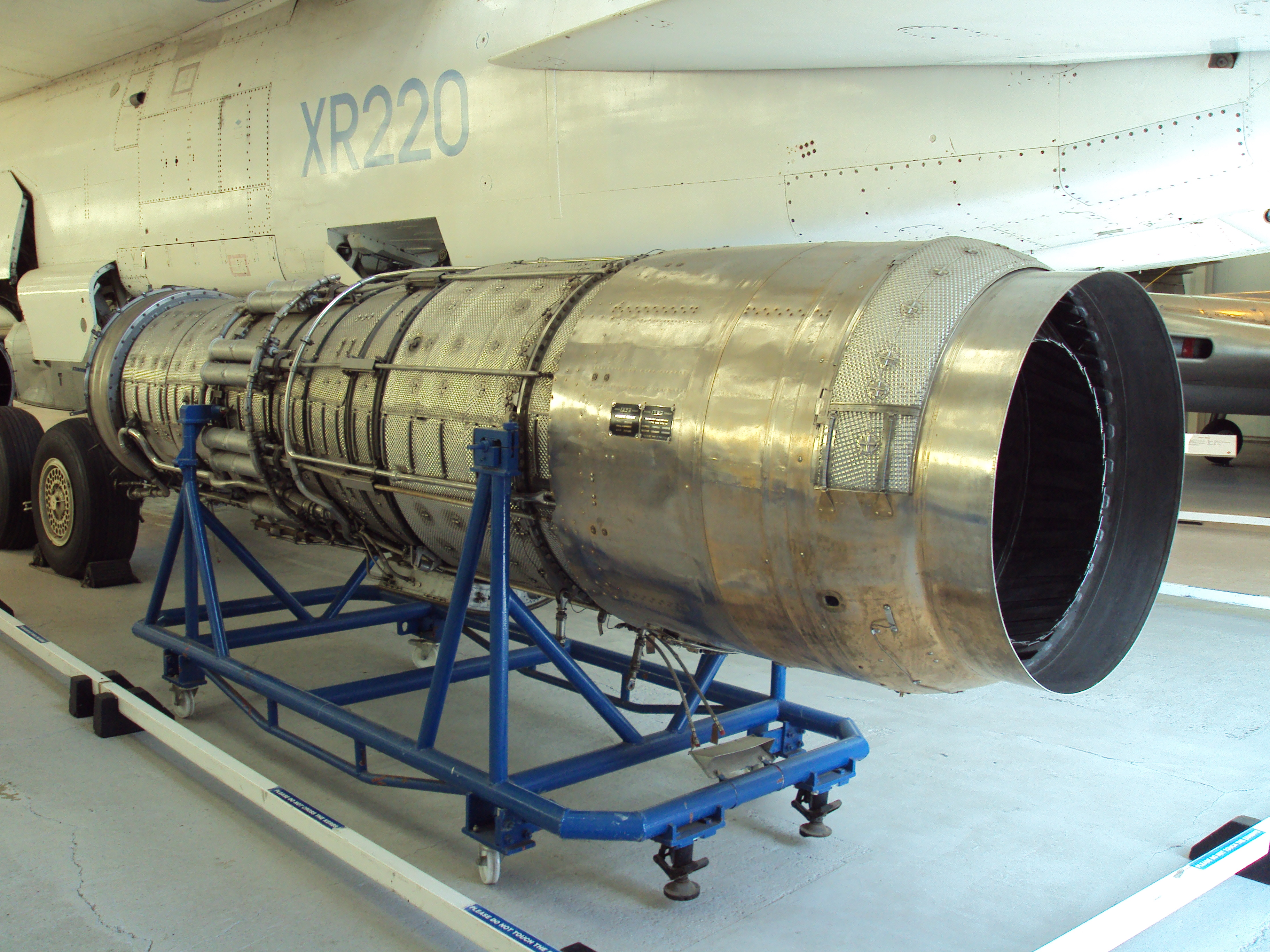
Il postbruciatore dell'Olympus BOl.22R Mk. 320

Con l'introduzione del postbruciatore, il Bristol Olympus BOl.22R Mk. 320 venne scelto per equipaggiare il BAC TSR-2. La sua spinta era intanto salita a 136 kN che diventeranno 190 kN con l'ultima versione sviluppata interamente dalla Bristol, la Olympus R28 Mk.360.

## Versioni Bristol Siddeley Olympus
- Olympus Mk.100 - Prima versione a volare il 3 settembre 1953 sul prototipo VX777 del Vulcan da 43 kN (9750 lbf) di spinta[3]
- Olympus Mk.101 - Prima versione prodotta in serie da 49 kN (11000 lbf) di spinta
- Olympus Mk.102 - 53 kN (12000 lbf) di spinta
- Olympus Mk.104 - 60 kN (13400 lbf) di spinta
- Olympus Mk.201 - 76 kN (17000 lbf) di spinta
- Olympus Mk.301 - 89 kN (20000 lbf) di spinta
- Olympus 22R Mk.320 - 87 kN (19610 lbf), 136 kN (30610 lbf) con postbruciatore usato nei primi test del BAC TSR-2
- Olympus R28 Mk.360 - 190 kN (42733 lbf) con postbruciatore, ultima versione sviluppata per il TSR-2

## Motori marini Rolls-Royce Olympus TM3B
Una versione marina dell'Olympus fu sperimentata per la rimotorizzazione (avvenuta tra il 1966 ed il 1968) della fregata HMS Exmouth della Royal Navy che divenne la prima nave da guerra occidentale ad essere mossa da un motore a turbina. L'Olympus, come unità di potenza da 18400 kW all'albero, fu poi usato anche per altre unità britanniche e dalle marine militari di Belgio, Francia, Paesi Bassi e Finlandia.

## Rolls-Royce/Snecma Olympus 593
Il Rolls-Royce/Snecma Olympus 593 era un motore turbogetto con postbruciatore installato sull'aereo da trasporto civile supersonico Concorde. Nel 1964 l'inglese Bristol Siddeley e la francese Snecma Moteurs diedero il via al progetto del 593 sviluppandolo sulla base dell'Olympus 320 progettato per il BAC TSR-2. Con l'acquisto della Bristol Siddeley nel 1966, la Rolls-Royce subentrò come partner inglese della Snecma.

## Velivoli utilizzatori

### Civili
Francia-Regno Unito
- Aérospatiale-British Aerospace Concorde

### Militari
Regno Unito
- Avro 698 Vulcan
- BAC TSR-2

## Applicazioni navali
Royal Navy
- Portaerei Classe Invincibile (4 turbine l'una)
- Cacciatorpediniere Classe Type 42 (due Olympus e due Tyne)
- Fregata lanciamissili Classe Type 22 (due Olympus e due Tyne)

 Marine nationale
- Fregata Classe Georges Leygues

 Composante Maritime de l'armée belge
- Fregata Classe Wielingen

 Koninklijke Marine
- Fregata Classe Tromp
- Fregata lanciamissili Classe Kortenaer
- Fregata lanciamissili Classe Jacob van Heemskerck

 Suomen merivoimat
- Corvetta Classe Turunmaa

 Kaijō Ho'an-chō
- Cacciatorpediniere scorta Classe JDS Ishikari
- Cacciatorpediniere scorta Classe Yubari
- Cacciatorpediniere Classe Hatsuyuki